# St. Johann im Gnadenthal

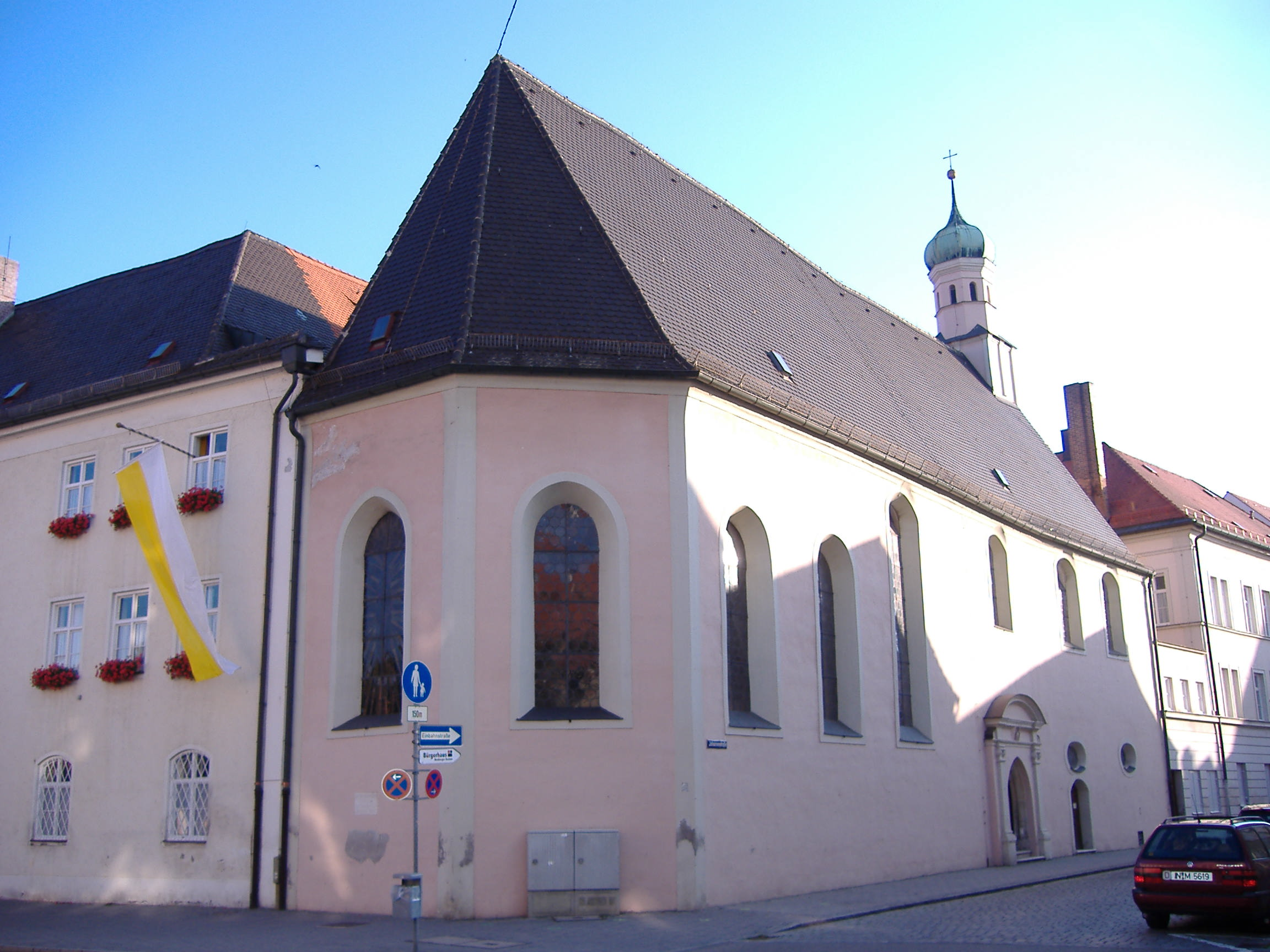
Außenansicht der Kirche St. Johann im Gnadenthal

Die Kirche St. Johann im Gnadenthal ist eine Klosterkirche der Franziskanerinnen in Ingolstadt. Sie gehört zum Gnadenthalkloster Ingolstadt, das im Jahr 1276 gegründet wurde. Der einschiffige Bau mit Dachreiter wurde im Jahr 1487 wohl unter Leitung eines Baumeisters namens Mörsheimer im spätgotischen Stil errichtet. Ab etwa 1605 erfolgte die barocke Erweiterung nach Westen. Zuletzt wurde das Portal um 1697/98 ebenfalls barock verändert.

## Ausstattung

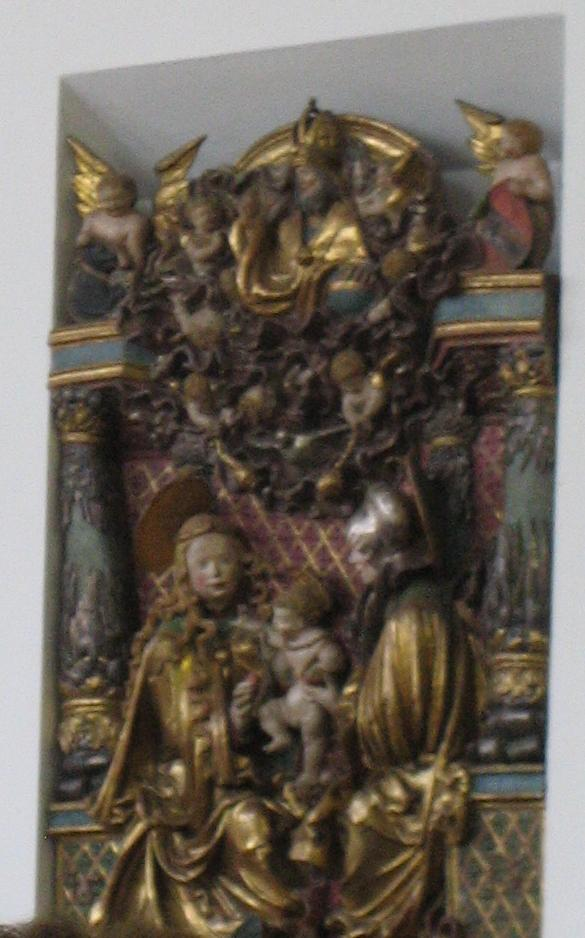
Das Bildnis St. Anna selbdritt von Hans Leinberger

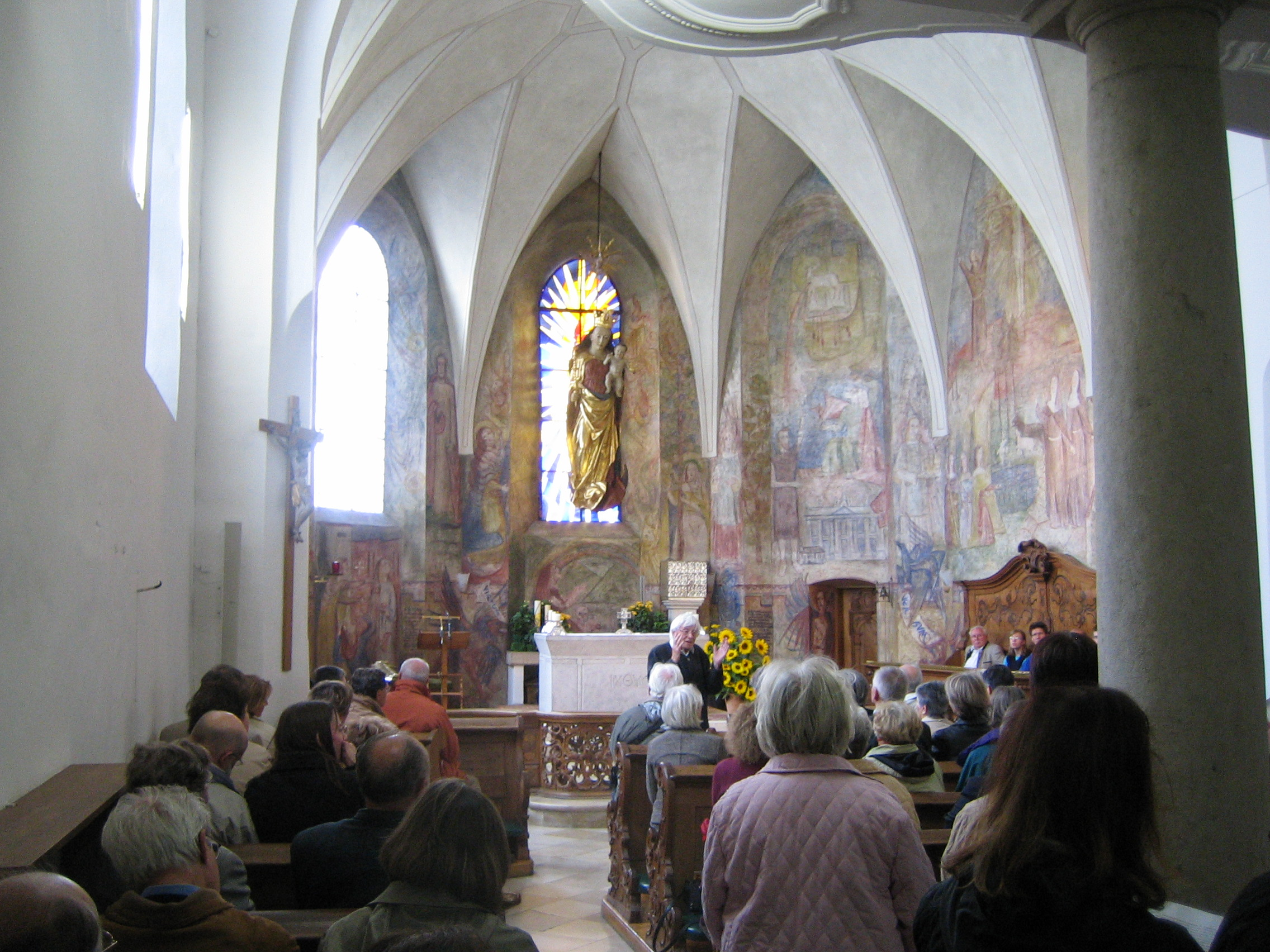
Innenansicht der Kirche mit Chor und Altar

Die ursprüngliche Ausstattung des Altars war sowohl Johannes dem Täufer als auch dem Evangelisten Johannes gewidmet. Das heute in die südliche Längswand eingelassene  Holzrelief St. Anna selbdritt stammt von Hans Leinberger aus dem Jahr 1513 und ist eigentlich der Mittelteil eines dreiteiligen Altarbildes. Der Inschrift zufolge wurde das Bild von den Bürgern Jakob Riedler und Veit Peringer gestiftet. Daneben enthält die Ausstattung die sogenannte Landshuter Madonna, eine Schnitzarbeit, die auf das Jahr 1522 datiert wird, jedoch erst seit dem Jahr 1803 Teil der Kirche St. Johann im Gnadenthal ist. Ursprünglich war sie Teil des Landshuter Franziskanerinnenklosters und gelangte im Zuge der Säkularisation und der Auflösung des dortigen Klosters nach Ingolstadt. Die Wandmalereien im Chor der Kirche schuf 1953 die Ordensschwester Euphemia Blaschke.